# Зала століття

логотип Зали

Зала століття, Народна зала (пол. Hala Stulecia, Hala Ludowa; нім. Jahrhunderthalle, англ. Centennial Hall) — оздоровчо-спортивна зала, розташована в Щитницькому парку Вроцлава. 2006 року внесена до Списку об'єктів Світової спадщини ЮНЕСКО (один із 13 об'єктів цього списку, розташованих у Польщі).
Зала Століття зіграла ключову роль у розвитку будівництва з бетону. Поєднуючи в собі піонерські інженерні та архітектурні рішення, вона стала зразком для зведення пізніших залізобетонних споруд.
Побудована в 1911-1913 роках за проєктом архітектора Макса Берга в ранньомодерністичному стилі. 1962 року Зала століття була внесена до реєстру пам'яток Польщі. У 1977 році зала повторно була вписана до цього ж списку в складі архітектурного комплексу разом з Павільйоном чотирьох куполів, перголою і шпилем, які розміщені поруч.

## Історія
У 1907 році міська влада Вроцлава (Бреслава) ухвалила рішення відзначити сторіччя Битви народів під Лейпцигом (1813). Запланували велику Виставку сторіччя, організацію якої доручили Карлові Маснеру, директору Музею художнього і стародавнього ремесла. Для цієї мети місто виділило території, розташовані на околиці Щитницького парку, на місці траси для кінних змагань. Поблизу розташовувався заснований на 40 років раніше популярний зоологічний сад.

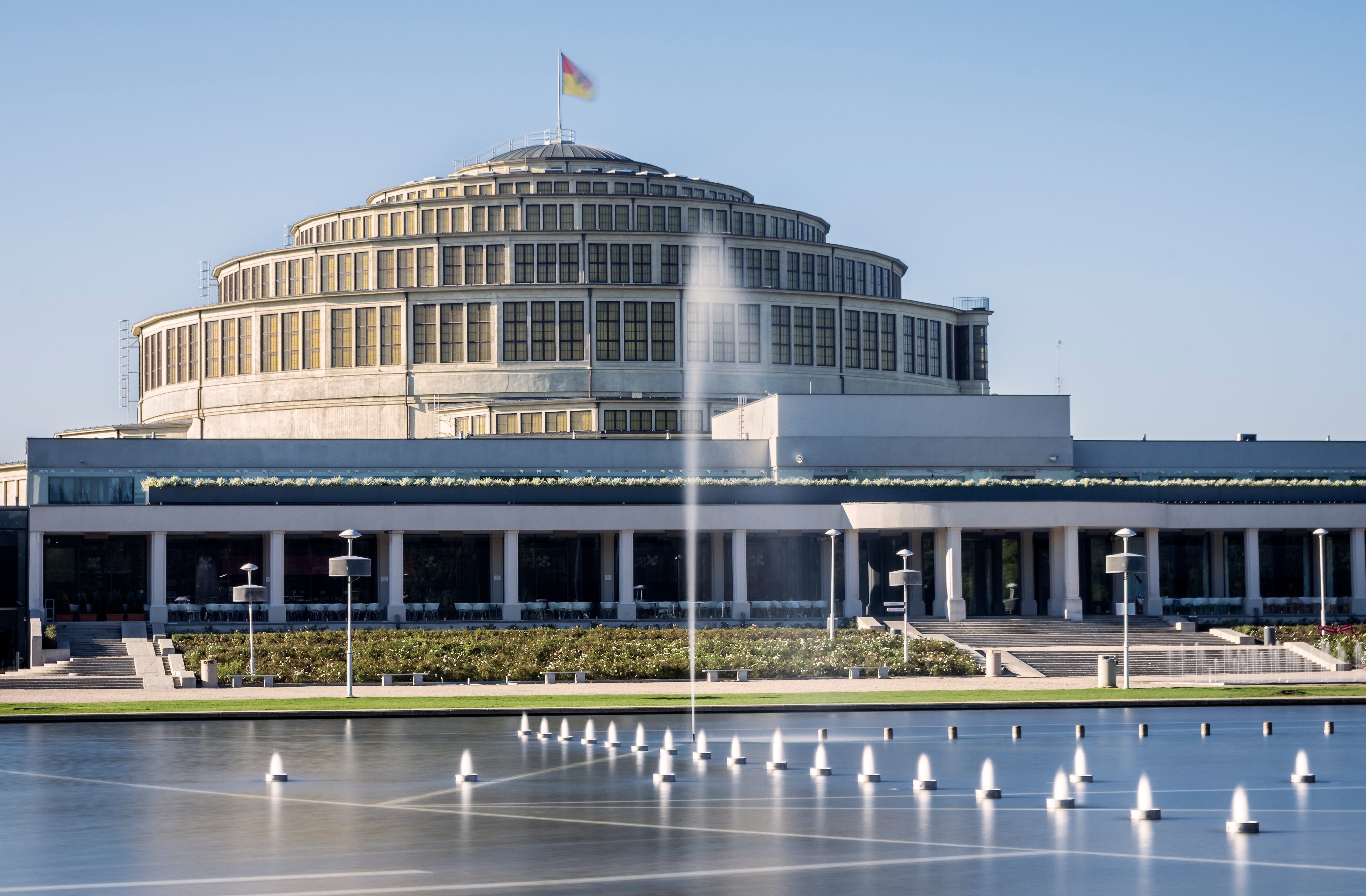
Зала століття

Було проведено конкурс на освоєння території, в якому серед 43-х представлених переміг проєкт міського архітектора Вроцлава Макса Берга. Незважаючи на оригінальний, але неоднозначний проєкт Зали і високу проєктну вартість (1,9 млн марок), 28 червня 1911 року отримано офіційний дозвіл на будівництво.
У момент створення Зала була винятковим об'єктом: вона мала найширші у світі залізобетонні перекриття — великі розміри мали тоді ще нечисленні сталеві конструкції. Зала мала 42 м у висоту та купол 67 м у діаметрі, максимальна ширина всередині становила 95 м, а корисна площа — 14 000 м². Крім власне центральної зали в споруді передбачили ще 56 інших виставкових приміщень і великі кулуари, довкола головної зали. Загалом споруда розрахована на 10 000 осіб, у тому числі 6 000 — у центральній залі.